# ویلسفورد، لینکلن‌شر
ویلسفورد (به انگلیسی: Wilsford) یک روستا و محله مدنی در بریتانیا است که در نورث کستیون واقع شده‌است. ویلسفورد ۴۰۰ نفر جمعیت دارد.